# Chiria
Chiria là một census town ở quận Pashchimi Singhbhum ở bang Jharkhand, Ấn Độ. Mỏ sắt lớn nhất Ấn Độ với trữ lượng 2000 triệu tấn nằm ở đây. Mỏ này đã được Steel Authority of India Limited quản lý.

## Địa lý
Chiria có tọa độ địa lý 22°18′B 85°16′Đ / 22,3°B 85,27°Đ. Nó có một cao độ trung bình 479 mét (1571 foot).

## Dân số
Theo cuộc điều tra dân số năm 2001 của Ấn Độ,India Chiria có một dân số 3949 người. Nam giới chiếm 51% dân số và nữ giới chiếm 49% dân số. Bundu có một tỷ lệ biết chữ là 57%, cao hơn mức trung bình của quốc gia là 59,5%; với 68% đàn ông biết chữ và 45% phụ nữ biết chữ. 15% dân số dưới 6 tuổi.